# Wana-games-ak
Dans la mythologie abénaquise, les Wana-games-ak sont des créatures aquatiques amicales alliées aux abénaquis. Les Wana-games-ak les préviennent en cas d'attaque. Leurs visages sont si étroits qu'ils n'ont que deux dimensions.